# ベルパーリ

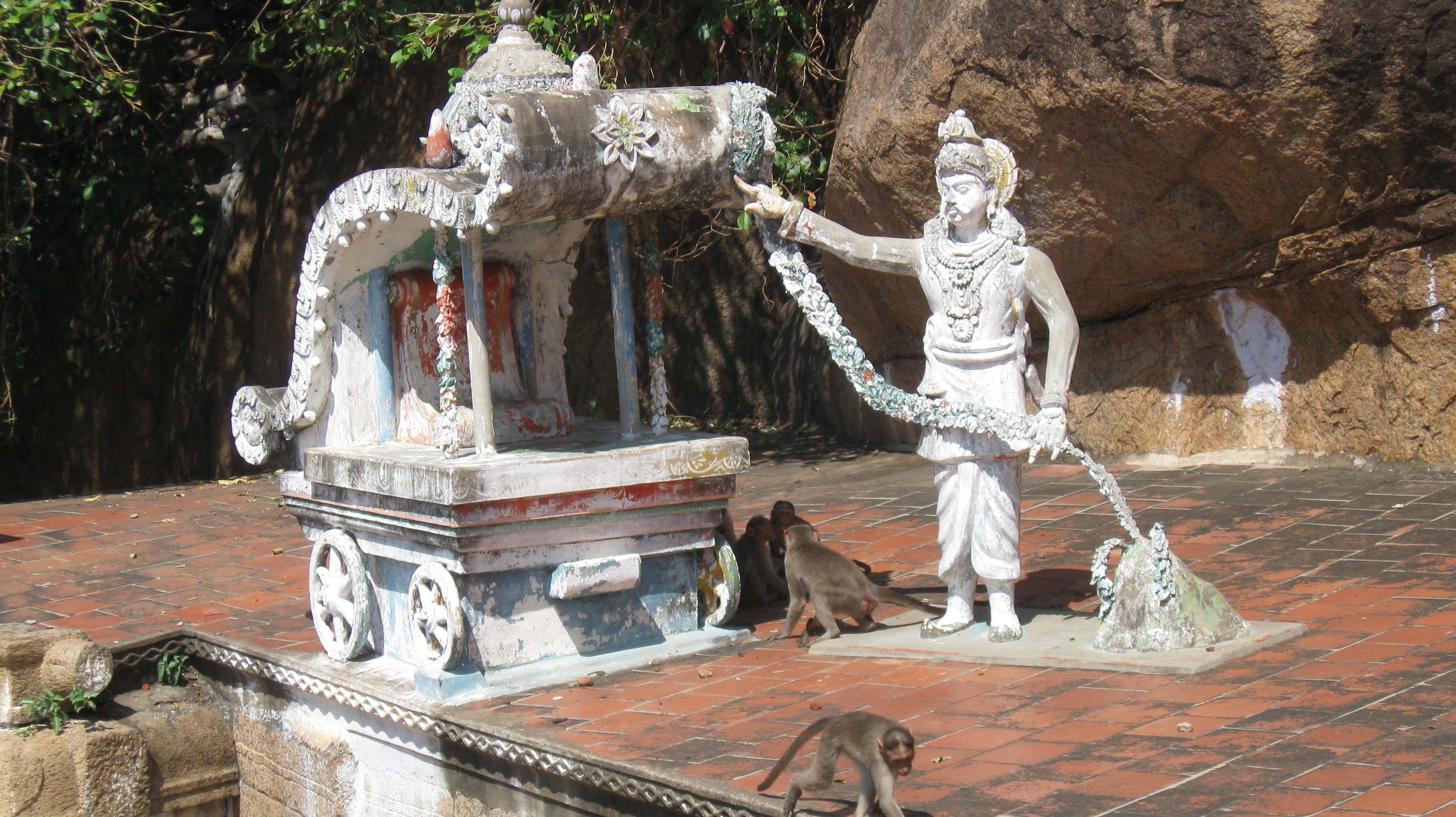
馬車を登山植物に配るパーリの像

ベル パーリ(タミル語: வேள் பாரி)は、サンガム時代の終わりにかけて古代タミラカムのパランブナードゥとその周辺地域を統治したヴェリル家系の統治者。この名前は、詩人カピラールのパトロンであり、慈悲、芸術と文学の愛顧で称賛されている人々の中で最も有名な者を表すためによく使われる言葉である。タミル文学でカダイ・チュ・ヴァラル（文字通り、最後の7人の偉大な後援者）の1人として知られている。

## アセンションとルール
パーリはパランブナードゥの丘陵地帯の主人と言われ、300以上の繁栄した村を支配していた。さまざまな形の芸術、文学、吟遊詩人をひいきにしていたためにその多くが法廷に押し寄せたという。パランブナードゥ州は、現代では様々な場所で構成されており、タミル・ナードゥ州とケーララ州、ピラン山にシヴァガンガイ地区などに当たる。タミル・ナードゥ州にネドゥンガディにパラカッド地区、ケララ。中でもパーリが贔屓にしていたのは、親友であり生涯の伴侶であった詩人カピラールであった（プラナヌルからの抜粋：107曲）。
| 「 | 何度も何度も、彼らは彼の名前を「パーリ！パーリ！」と呼びます。 したがって、熟練した舌を持つ詩人はすべて一人の男を賞賛します。 しかし、パーリだけではありません。この地球に栄養を与える雨もあります。 | 」 |

パーリは、彼の寛大さで最後のサンガム時代に注目され、カダイエズヴァラルガル（最後の7人の常連客）の間で人気があった。パーリの名声は、サンガム文学で「முல்லைக்கு தேர்  கொடுத்தான் பாரி」と表現されている。

## 包囲と死
3人の戴冠タミル王チェーラ朝 、 チョーラ朝とパーンディヤ朝は無慈悲自分の王国を拡大し、独立したヴェリル王に向けて彼らの注意を回したので、部下にそれらを回したり、それらを排除し、自分の王国を同化した。彼らは非常に要塞化された国であるパランブを包囲しましたが、パーリは屈服することを拒否し、戦争は何年も続いた。カビラーは王たちに近づき、彼の守護者であるパーリを征服できない戦士として説明するように彼らに引き返すように頼んだ（プラナヌルからの抜粋：109曲）：
| 「 | パーリの山は征服しやすいと思うかもしれません。 巨大な王室の太鼓を持った3人が包囲していても..空のように彼の山です。 空の星のようにその泉があります。 あなたの象はすべての木に縛られていますが、あなたの戦車はすべてのフィールドに広がっています、あなたは戦うことによってそれを取ることはありません。 彼は剣でそれを明け渡すことはありません。 しかし、ここで：私はあなたがそれを勝ち取ることができる方法を知っています。 あなたが小さなリュート、それらのこすられたより糸の弦を演奏し、あなたの踊っている女性に太くて香りのよい髪を後ろに連れてきて、彼のところに踊って歌わせれば、彼はあなたに彼の山と彼の土地全体を与えるでしょう. | 」 |

長い戦争の後、ベルパーリは裏切りによって殺された。プラナヌル、パーリの娘たちの死の歌（112）：
| 「 | その白い月明かりの下での帽子の日、私たちには父がいて、誰も丘を登ることができませんでした。 この白い月明かりの下で、ドラムを持った王たちが勝利を打ち負かし、私たちの丘を乗っ取りました。私たちには父親がいません。 | 」 |

## 家族と継承
パーリには、アンガバイとサンガバイの2人の娘がいた。カピラールはパーリの死後彼らの保護者になり、3人はパラムブ国を去った。カピラールは、花婿を見つけるためにさまざまなヴェリル王に近づくことに失敗した。カピラールは後に、タミル人が自殺する方法の1つであるvadakirrutalによって自分の命を奪った。その後、詩人のアウヴァイヤールが彼らの面倒を見て、別の王マライヤマン・カーリと結婚した。

## レガシー
パリユール近く（「パーリの場所」）またはパラプリ、ゴビチェッティパラヤム中タミル・ナードゥ州はパーリにちなんで命名された。パーリが敗北した後、その場所は西暦13世紀の終わりにかけて廃墟となり、人々は移住して近隣地域に定住し、現代のゴビチェッティパラヤムの町になった。パリユルには、コンダトゥカリアマン寺院、アマラパニースワラル寺院、アディナラヤナペルマル寺院、アンガラムマン寺院の4つの神々に捧げられた寺院がある。
パーリの娘たちは、ティルコイルアー近くのマナムプーンディでカーリの息子と結婚した。

## 大衆文化の中で
- ベルパリ（வீரயுக நாயகன் வேள் பாரி）bySu。ベンカテサン（著者） [11]

## ノート
1. ↑  Topics in South Indian history: from early times up to 1565 A.D, page 53
2. ↑  Epigraphia Indica, Volume 25, page 91
3. ↑  Traditions of Indian classical dance, page 45
4. ↑  The Four Hundred Songs of War and Wisdom: An Anthology of Poems from Classical Tamil, the Purananuru
5. ↑  Poets of the Tamil Anthologies: Ancient Poems of Love and War, page 163
6. ↑  Poets of the Tamil Anthologies: Ancient Poems of Love and War, page 164
7. ↑  Great women of India, page 309
8. ↑  Poems of love and war: from the eight anthologies and the ten long poems of classical Tamil, page 145
9. ↑  The Four Hundred Songs of War and Wisdom: An Anthology of Poems from Classical Tamil, the Purananuru
10. ↑  “About Kondathu Kaliamman Temple”. Government of Tamil Nadu. 2016年4月23日閲覧。
11. ↑  https://www.thehindu.com/authors/in-the-land-of-the-mountain-king/article25889523.ece